# Павлова, Анна Фроловна
Анна Фроловна Павлова (7 декабря 1909, Владивосток — 7 июня 1994, Москва) — советская и российская актриса театра и кино.

## Биография
Родилась 7 декабря 1909 года во Владивостоке, в многодетной семье. Отец работал разнорабочим на разных должностях, в последние годы был вахтёром в Главном управлении советского имущества за границей. Мать была домохозяйкой.
В 1926 году Павлова окончила школу-девятилетку, через год отправилась в Москву. В новом для девушки городе, пока осваивалась и привыкала, решила сначала поработать на фабрике, потом поступила на актёрский факультет Государственного института кинематографии и в 1934 году перевелась в актёрскую школу при Мосфильме. С 1944 года стала актрисой в Центре театра и кино под руководством Никиты Михалкова. Ушла оттуда лишь в 1972 году. За свою творческую карьеру Павлова успела сняться в десятках фильмов и в театральных сценах.
Ушла из жизни 7 июня 1994 года в Москве. Похоронена на Введенском кладбище.

## Личная жизнь
Вышла замуж в 1972 году, уже на пенсии, за Константина Георгиевича Старостина. Супруг был актёром и вторым режиссёром киностудии Мосфильм.

## Оценочные мнения
По своей природе характерная актриса, Анна Фроловна, ввиду своей фактуры, чаще снималась в небольших ролях и эпизодах женщин из народа и матерей. Однако ей это не помешало сняться в картинах хороших режиссёров, которые охотно её приглашали, рассчитывая на вдумчивый профессиональный подход к любому предложенному образу. — киновед Алексей Тремасов.

## Фильмография
- 1936 — Поколение победителей (женщина с ребёнком)
- 1938 — Великий счёт (короткометражный) — девушка лёгкого поведения
- 1938 — Семья Оппенгейм (пассажирка поезда)
- 1939 — В поисках радости (Елена, жена Митьки Спирина
- 1940 — Закон жизни (секретарь Паромова)
- 1941 — Дело Артамоновых (женщина в бараке)
- 1942 — Боевой киносборник (Наши девушки), (девушка, звонящая по телефону)
- 1942 — Боевой киносборник, 12 (пленная)
- 1942 — Котовский (жена запоротого селянина)
- 1942 — Убийцы выходят на дорогу (Эрна)
- 1943 — Белорусские новеллы (киносборник, короткометражный) — пленная крестьянка
- 1943 — Воздушный извозчик (поклонница Светловидова)
- 1943 — Она защищает Родину (пленная женщина с детьми)
- 1944 — Нашествие (гостья на именинах)
- 1946 — Старинный водевиль (тётушка Евпраксии)
- 1949 — Встреча на Эльбе (монашка в комендатуре)
- 1949 — У них есть Родина (стенографистка)
- 1955 — Вольница (резалка)
- 1956 — Это начиналось так... (Надя, жена Молчанова)
- 1957 — Гуттаперчевый мальчик (гувернантка)
- 1958 — Поэма о море (секретарь)
- 1958 — Стучись в любую дверь (прохожая)
- 1959 — Муму (проживалка)
- 1960 — Тучи над Борском (сектантка)
- 1961 — А если это любовь? (Соня, мама Бориса)
- 1961 — Девять дней одного года (старшая сестра Дмитрия Гусева, жительница деревни)
- 1962 — Улица младшего сына (жена Гриценко)
- 1962 — У твоего порога (Вера Андреевна, соседка, мать погибшего Эдуарда)
- 1963 — Я шагаю по Москве (Ангелина Петровна, секретарь в военкомате)
- 1964 — Вызываем огонь на себя (Ефдокия Федотьевна, мать Ани)
- 1964 — Зачарованная десна
- 1964 — Метель (дама за чаепитием)
- 1964 — Хоккеисты (коллега Майи)
- 1965 — Они не пройдут (соседка)
- 1965 — Сколько лет, сколько зим! (хозяйка дома)
- 1966 — По тонкому льду (Мария Селихова, жена Бориса Антоновича Селихова)
- 1967 — Анна Каренина (Агафья Михайловна)
- 1967 — Вий (селянка)
- 1967 — И никто другой (женщина в зале суда)
- 1968 — … И снова май! (жена Щербакова)
- 1970 — Море в огне (тётя Аня, портниха)
- 1970 — Опекун (соседка Самородова)
- 1970 — Случай с Полыниным (вахтёрша в театре)
- 1972 — За всё в ответе (учительница)
- 1972 — Инженер Прончатов
- 1972 — Лесная баллада (Пелагея Петровна, учительница)

## Издательства
- М.Кравченко, А.Тремасов при участии Л.Пшеничной. Актёры отечественного кино. Энциклопедия в 4 т. 2012—2018.